# João César Monteiro
João César Monteiro (ur. 2 lutego 1939 w Figueira da Foz, zm. 3 lutego 2003 w Lizbonie) – portugalski reżyser, scenarzysta i aktor filmowy. 

## Życiorys
Znany z eksperymentalnej estetyki swoich filmów, występował w nich w głównej roli jako powracający bohater João de Deus. Chociaż Monteiro określany był mianem kontrowersyjnego prowokatora, jego filmy cieszyły się międzynarodowym uznaniem i zdobywały nagrody na czołowych festiwalach, a on sam stawiany był obok Manoela de Oliveiry jako główny twórca kina artystycznego w Portugalii ostatnich dwóch dekad XX wieku.
Pierwszym jego filmem znanym za granicą była Naturalna (1981) z Marią de Medeiros w roli głównej. Wspomnienia z Żółtego Domu (1989) zdobyły Srebrnego Lwa na 46. MFF w Wenecji. Komedia Deusa (1995) przyniosła Monteiro drugą nagrodę konkursu głównego, czyli Grand Prix Jury, na 52. MFF w Wenecji.